# 安托馬諾夫
安托馬諾夫（男，羅馬化：Antomanov）或安托馬諾娃（女；，羅馬化：Antomanova）是俄語姓氏之一。
尽管此姓氏被普遍认为是姓氏阿夫托诺莫夫（Автома́нов）的变体（阿夫托诺莫夫是从父姓阿夫托諾姆派生而来的姓氏），但也被認為受到安东（Антон）影响.

### 资料来源
- И. М. Ганжина (I. M. Ganzhina). "Словарьсовременныхрусскихфамилий"（现代俄语姓氏词典）. Москва，2001年。ISBN 5-237-04101-9